# Raffronto dei vocabolari di greco antico
Le tabelle seguenti raffrontano i vocabolari di greco antico in ogni lingua.

## Principali opere lessicografiche
| Titolo                                         | Editore/Autore                                  | Prima pubblicazione | Ultima edizione | Anno                                   | Pagine                                                | Lemmi (circa) | Passi citati | Volumi                                                                | Lingua di traduzione | Periodo cronologico coperto                     | Note                                                                                         |
| ---------------------------------------------- | ----------------------------------------------- | ------------------- | --------------- | -------------------------------------- | ----------------------------------------------------- | ------------- | ------------ | --------------------------------------------------------------------- | -------------------- | ----------------------------------------------- | -------------------------------------------------------------------------------------------- |
| Thesaurus Graecae Linguae                      | Henri Estienne                                  | 1572                |                 |                                        |                                                       |               |              | 5                                                                     | latino               |                                                 |                                                                                              |
| Kritisches griechisch-deutsches Handwörterbuch | Johann Gottlob Schneider                        | 1797                |                 |                                        |                                                       |               |              | 2 (3 tomi: 1, 2.1, 2.2)                                               | tedesco              |                                                 |                                                                                              |
| Handwörterbuch der griechischen Sprache        | Franz Passow                                    | 1819                | 5a              | 1841                                   |                                                       |               |              | 2 (in 4 tomi)                                                         | tedesco              |                                                 |                                                                                              |
| Griechisch-Deutsches Handwörterbuch            | Wilhelm Pape                                    | 1842                | 3a              | 1880                                   |                                                       |               |              | 2 (più un vocabolario dei nomi propri aggiunto alla seconda edizione) | tedesco              |                                                 |                                                                                              |
| A Greek-English Lexicon                        | Liddell, Scott, Jones, McKenzie                 | 1843                | 9a              | 1940 (9ª edizione), 1996 (supplemento) | 2042, più 320 pagine di supplemento aggiunte nel 1996 | 116 502       |              | 1                                                                     | inglese              | VIII sec. a.C. – II sec. d.C.                   |                                                                                              |
| Dictionnaire grec-français                     | Anatole Bailly                                  | 1895                | 26a             | 1963                                   | 2230                                                  | 100 000       |              | 1                                                                     | francese             | VIII sec. a.C. - VII sec. d.C.                  |                                                                                              |
| A Lexicon of the Homeric Dialect               | Richard John Cunliffe                           | 1924                | 3a              | 2012                                   | 427, più 64 di supplemento                            | 9809          | 46 900+      | 1                                                                     | inglese              | omerico                                         |                                                                                              |
| Vocabolario greco-italiano                     | Lorenzo Rocci                                   | 1939                | 3a              | 1943                                   | 2074                                                  | 150 000       |              | 1                                                                     | italiano             |                                                 | nel 2011 è stato ripubblicato con una grafica rinnovata e alcune correzioni e ammodernamenti |
| Древнегреческо-русский словарь                 | Iosif Dvoreckij                                 | 1958                |                 |                                        | 1904                                                  | 70 000        |              | 2                                                                     | russo                | VIII sec. a.C. – II sec. d.C.                   |                                                                                              |
| A Patristic Greek Lexicon                      | Geoffrey Hugo Lampe                             | 1961                |                 |                                        | 1568                                                  |               |              | 1                                                                     | inglese              | II sec. d.C. – IX sec. d.C.                     |                                                                                              |
| Diccionario Griego-Español                     | Consiglio superiore delle ricerche scientifiche | 1980                |                 | 2019                                   | 1953 (fino a ἐπισκήνωσις, vol. VIII)                  |               |              | 8 (fino a ἐπισκήνωσις)                                                | spagnolo             | miceneo - VI sec. d.C.                          | redazione in corso; al momento fino a ἐπισκήνωσις                                            |
| GI - Vocabolario della lingua greca            | Franco Montanari                                | 1995                | 4a              | 2025                                   | 2760                                                  | 140 000+      |              | 1                                                                     | italiano             | VIII sec. a.C. – VI sec. d.C.                   |                                                                                              |
| Cambridge Greek Lexicon                        | James Diggle et al., Cambridge University Press | 2021                |                 |                                        | circa 1500                                            | 37 000+       |              | 2                                                                     | inglese              | VIII sec. a.C. – II sec. d.C. (fino a Plutarco) |                                                                                              |

## Vocabolari tradotti in altre lingue
| Titolo                                        | Editore/Autore                                                               | Prima pubblicazione | Ultima edizione | Anno | Pagine | Lemmi (circa) | Passi citati | Volumi | Lingua di traduzione | Periodo cronologico coperto   | Tradotto da                                                             |
| --------------------------------------------- | ---------------------------------------------------------------------------- | ------------------- | --------------- | ---- | ------ | ------------- | ------------ | ------ | -------------------- | ----------------------------- | ----------------------------------------------------------------------- |
| Grčko-hrvatski rječnik za škole               | Stjepan Senc                                                                 | 1910                |                 |      | 1022   | 30 000+       |              | 1      | croato               |                               | Gustav Eduard Benselern, A. Kaegi, Griechisch-deutsches Schulwörterbuch |
| Dizionario illustrato greco-italiano          | Liddell, Scott, Jones, McKenzie, Q. Cataudella, M. Manfredi, F. Di Benedetto | 1975                |                 |      | 1568   | 35 000+       |              | 1      | italiano             |                               | Liddell-Scott-Jones medio                                               |
| GE -The Brill Dictionary of Ancient Greek     | Franco Montanari, Madeleine Goh, Chad Schroeder                              | 2015                |                 |      | 2431   | 140 000       |              | 1      | inglese              | VIII sec. a.C. – VI sec. d.C. | 3ª edizione italiana del GI - Vocabolario della lingua greca            |
| GD - Wörterbuch Griechisch-Deutsch            | Franco Montanari, Michael Meier-Brügger, Paul Dräger                         | 2023                |                 |      | 2990   | 140 000       |              | 1      | tedesco              | VIII sec. a.C. – VI sec. d.C. | 3ª edizione italiana del GI - Vocabolario della lingua greca            |
| Σύγχρονο λεξικό της αρχαίας ελληνικής γλώσσας | Franco Montanari, Αντώνιος Ρεγκάκος                                          | 2013                | 3a              | 2018 | 2446   | 140 000       |              | 1      | greco moderno        | VIII sec. a.C. – VI sec. d.C. | 3ª edizione italiana del GI - Vocabolario della lingua greca            |

## Vocabolari etimologici
| Titolo                                         | Editore/Autore    | Prima pubblicazione | Ultima edizione | Anno | Pagine                        | Lemmi (circa) | Passi citati | Volumi                         | Lingua di traduzione | Periodo cronologico coperto | Note |
| ---------------------------------------------- | ----------------- | ------------------- | --------------- | ---- | ----------------------------- | ------------- | ------------ | ------------------------------ | -------------------- | --------------------------- | ---- |
| Dictionnaire étymologique de la langue grecque | Émile Boisacq     | 1907-1916           |                 |      | 1123                          |               |              | 1                              | francese             |                             |      |
| Griechisches etymologisches Wörterbuch         | Hjalmar Frisk     | 1960-1972           |                 |      | 2404                          | 6530          |              | 3                              | tedesco              |                             |      |
| Dictionnaire étymologique de la langue grecque | Pierre Chantraine | 1968                |                 | 1980 | 1436 + 78 pp. di supplementi  |               |              | 4 (un singolo volume dal 2009) | francese             |                             |      |
| Etymological Dictionary of Greek               | Robert Beekes     | 2009                |                 |      | 1808 + 64 pp. di introduzione | 7500          |              | 2                              | inglese              |                             |      |

## Lessici onomastici
| Titolo                                                             | Editore/Autore                       | Prima pubblicazione | Ultima edizione | Anno | Pagine | Lemmi (circa) | Passi citati | Volumi                         | Lingua di traduzione | Periodo cronologico coperto | Note |
| ------------------------------------------------------------------ | ------------------------------------ | ------------------- | --------------- | ---- | ------ | ------------- | ------------ | ------------------------------ | -------------------- | --------------------------- | ---- |
| Wörterbuch der griechischen Eigennamen                             | Wilhelm Pape, Gustav Eduard Benseler | 1842                | 3a              | 1884 | 1710   |               |              | 2                              | tedesco              |                             |      |
| Die historischen Personennamen des Griechischen bis zur Kaiserzeit | Friedrich Bechtel                    | 1917                |                 |      | 637    |               |              | 1                              | tedesco              |                             |      |
| Lexicon of Greek Personal Names                                    | Peter Fraser, Elaine Matthews        | 1987–2018           |                 |      | 3800   |               |              | 5 (in 9 tomi) + 1 di appendice | inglese              |                             |      |